# André Bukia
André Watshini Bukia, abrégé André Bukia, né le 3 mars 1995 à Kinshasa, est un footballeur international congolais. Il évolue au poste de milieu offensif au Futebol Clube de Alverca.

## Carrière

### En club
André Bukia quitte la République démocratique du Congo à l'âge de dix-neuf ans pour rejoindre le FC Penafiel au Portugal.

### En sélection
Il est convoqué pour la première fois en sélection à la fin de la saison 2015-2016, pour un match amical contre la Roumanie. Il honore sa première sélection le 25 juin 2016 contre le Swaziland, lors de la Coupe COSAFA 2016 (défaite 1-0).

## Statistiques
| Saison                | Club                  | Championnat           | Championnat | Championnat | Coupe nationale | Coupe nationale | Coupe de la Ligue | Coupe de la Ligue | RD Congo | RD Congo | Total | Total |
| Saison                | Club                  | Division              | M.          | B.          | M.              | B.              | M.                | B.                | M.       | B.       | M.    | B.    |
| 2014-2015             | SC Vila Real          | D3                    | 31          | 4           | 0               | 0               | -                 | -                 | -        | -        | 31    | 4     |
| Sous-total            | Sous-total            | Sous-total            | 31          | 4           | 0               | 0               | -                 | -                 | -        | -        | 31    | 4     |
| 2015-2016             | Boavista FC           | D1                    | 6           | 0           | 2               | 0               | 0                 | 0                 | 1        | 0        | 9     | 0     |
| 2016-2017             | Boavista FC           | D1                    | 5           | 1           | -               | -               | 1                 | 0                 | -        | -        | 6     | 1     |
| Sous-total            | Sous-total            | Sous-total            | 11          | 1           | 2               | 0               | 1                 | 0                 | 1        | 0        | 15    | 1     |
| Total sur la carrière | Total sur la carrière | Total sur la carrière | 45          | 5           | 2               | 0               | 1                 | 0                 | 1        | 0        | 49    | 5     |

## Palmarès
- Championnat de Tunisie en 2024